# Citizen Kane
Citizen Kane uit 1941 is de eerste lange speelfilm van Orson Welles en wordt door veel filmcritici als beste film aller tijden beschouwd. De film was vernieuwend in vele opzichten: verhaalstructuur, montage, de deep-focusfotografie maar ook het gebruik van grime. Citizen Kane gaat over het leven en werk van krantenmagnaat Charles Foster Kane, een personage dat waarschijnlijk gebaseerd is op William Randolph Hearst. Een journalist gaat op zoek naar de betekenis van Kanes laatste woord, Rosebud. Welles regisseerde en produceerde de film, speelde de hoofdrol en schreef mee aan het scenario.
Citizen Kane was de debuutfilm voor verscheidene personen, waaronder een groot aantal latere sterren. Behalve voor Welles was het de eerste lange speelfilm voor acteurs Joseph Cotten, Everett Sloane, Ray Collins, Agnes Moorehead en Ruth Warrick. De filmmuziek werd door Bernard Herrmann geschreven, die zijn debuut als filmmuziekcomponist maakte.

## Verhaal
De film vertelt het verhaal van Charles Foster Kane, een man die niet in staat is om liefde te uiten voor iets anders dan macht. Kane, een rijke krantenmagnaat (gespeeld door Orson Welles), sterft aan het begin van de film in Xanadu, zijn grote maar vervallen landhuis te Florida. Hij uit zijn laatste woord, Rosebud (rozenknopje), en een glazen sneeuwbol met een winterlandschap glijdt uit zijn hand. Een filmjournaal vertelt hierna het leven van Kane, zoals het bekendstaat in de media.
Verslaggever Jerry Thompson (William Alland) wordt er door filmjournaal-producent Rawlston (Phil Van Zandt) op uit gestuurd om te onderzoeken wat dit laatste woord betekent. Hij interviewt familie, vrienden en collega's en ontrafelt zo het leven van Kane. Kane wordt arm geboren en zijn ouders (Agnes Moorehead en Harry Shannon) laten hem op jonge leeftijd in de steek als ze een goudmijn erven. Hij wordt opgevoed door zijn voogd, de strenge industrieel Walter Parks Thatcher (George Coulouris), met wie hij zeer slecht opschiet. Op latere leeftijd neemt hij het impulsieve besluit om samen met zijn schoolvriend Jedediah Leland (Joseph Cotten) en trouwe assistent Mr. Bernstein (Everett Sloane) een krant over te nemen. Deze krant, The Inquirer, groeit uit van een deugdelijk en gezapig krantje tot een van Amerika's grootste dagbladenketens, en Kane staat aan het hoofd van een media-imperium.
Kane trouwt met Emily Norton (Ruth Warrick), het nichtje van de president. Hij besluit ook een gooi te wagen in de politiek en stelt zich kandidaat voor het gouverneurschap, maar ziet zijn kansen verbleken als zijn politieke tegenstander, de corrupte Jim Gettys (Ray Collins) onthult dat hij een relatie heeft met het beginnende zangeresje Susan Alexander (Dorothy Comingore). Hij ziet zich gedwongen te scheiden van Emily en uit de verkiezing te stappen. Susan wordt zijn tweede vrouw, en Kane probeert van haar een operaster te maken. Dit wil echter niet lukken. Door zijn dominante, tirannieke gedrag weet hij al zijn vrienden en kennissen van zich te vervreemden, en trekt hij zich terug in zijn enorme, nooit voltooide paleis Xanadu, waar hij leeft als een kluizenaar.
Thompson weet zijn verleden te ontrafelen en komt erachter hoe Kane aan zijn macht en tirannieke persoonlijkheid is gekomen, maar geeft de zoektocht naar de herkomst van het woord Rosebud op. Aan het publiek wordt echter het geheim prijsgegeven: de naam staat geschreven op het sleetje uit Kanes kindertijd, toen hij nog bij zijn ouders woonde. Het sleetje wordt, met een aantal andere spullen van Kanes enorme verzameling, verbrand.

## Rolverdeling
| Acteur            | Personage                 | Opmerkingen                 |
| ----------------- | ------------------------- | --------------------------- |
| Orson Welles      | Charles Foster Kane       | Oscarnominatie beste acteur |
| Joseph Cotten     | Jedediah 'Jed' Leland     |                             |
| Everett Sloane    | Mr. Bernstein             |                             |
| Dorothy Comingore | Susan Alexander           |                             |
| William Alland    | Jerry Thompson            |                             |
| Ruth Warrick      | Emily Norton Kane         |                             |
| Ray Collins       | Jim Gettys                |                             |
| George Coulouris  | Walter Parks Thatcher     |                             |
| Paul Stewart      | Raymond                   |                             |
| Buddy Swan        | Kane als kind             |                             |
| Agnes Moorehead   | Kanes moeder              |                             |
| Harry Shannon     | Kanes vader               |                             |
| Philip Van Zandt  | Mr. Rawlston              |                             |
| Gus Schilling     | De hoofdkelner            |                             |
| Fortunio Bonanova | Zangleraar signor Matiste |                             |

## Ontstaan
Orson Welles was al bekend van zijn werk voor radio en toneel (onder andere van het hoorspel The War of the Worlds uit 1938) toen hij in 1939 op 24-jarige leeftijd een contract tekende bij RKO Pictures. George Shaefer, destijds baas van RKO, gaf Welles volledige creatieve vrijheid over zijn film: hij mocht de film schrijven, regisseren en produceren, de acteurs uitzoeken, en kreeg het volledige recht om te mogen bepalen hoe de eindversie eruit zou zien. Welles en scenarioschrijver Herman J. Mankiewicz schreven een scenario dat afweek van de destijds in Hollywood heersende norm dat een verhaal in een film lineair verteld moest worden. In plaats daarvan werd het levensverhaal van Kane in flashbacks verteld, die het verhaal steeds vanuit een ander uitgangspunt belichten. Filmcritica Pauline Kael schreef in 1971 in The New Yorker het artikel Raising Kane, dat beargumenteerde dat Mankiewicz de enige schrijver is van het scenario, en Welles geen enkele zin had geschreven. Het artikel werd aangevallen door verscheidene andere critici, waaronder Peter Bogdanovich, een goede vriend van Welles.
Voor de cinematografie benaderde Welles vermaard cameraman Gregg Toland, die in 1940 een Oscar had gewonnen voor zijn werk aan de verfilming van Wuthering Heights. Toland en Welles namen de scènes op met lange opnames (long takes) in deep-focus en gebruikten een hoog zwart-wit contrast. Hoewel deep-focus al enkele jaren eerder gebruikt was, wordt de film gezien als een pionierswerk in deze techniek, waarbij het beeld van voorgrond tot achtergrond scherp is. Voor sommige scènes maakte Toland hierbij gebruik van een optische printer, waardoor bepaalde stukken film werden gefilmd over andere stukken film.
Machtige personages, als Kane en Jedediah Leland, werden voor een groot deel van de film met een lage hoek gefilmd, en zwakkere personages als Susan Alexander van een hoge hoek, een techniek die was ontleend aan Stagecoach van John Ford. Om het filmjournaal, gezien na de dood van Kane, er korrelig en oud uit te laten zien, kwam editor Robert Wise (later regisseur van onder andere The Sound of Music) met het idee om de opnames over een stenen vloer te slepen en hem door een doek, gevuld met zand, te halen.
Een groot deel van de acteurs, waaronder Joseph Cotten en Agnes Moorehead, kende Welles van het Mercury Theater. Omdat de film meerdere decennia overspande, werden de acteurs met behulp van make-up ouder gemaakt. Cotten droeg zelfs vage contactlenzen om zijn ogen er ouder uit te laten zien. Welles gaf zelf aan dat hij, om er uit te zien als een jonge, charismatische man, zeer veel make-up droeg, maar ook strategisch geplaatste tape droeg om een soort facelift te krijgen.
De productie begon op 29 juni 1940 en eindigde op 23 oktober. Tijdens de opnames werd de film RKO 281 genoemd, naar het productienummer van de film. Halverwege de productie brak Welles zijn enkel en moest hij twee weken vanuit een rolstoel regisseren.

## Ontvangst

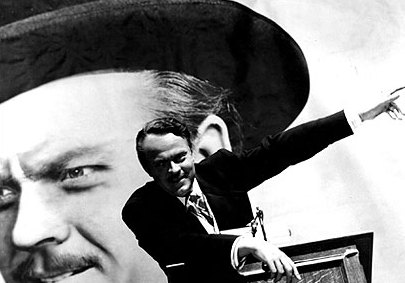
Orson Welles als 'Citizen' Kane

William Randolph Hearst, een invloedrijke krantenmagnaat, herkende in Charles Foster Kane een weinig vleiende beschrijving van zichzelf. Een bekende referentie is Kanes opmerking over de Spaans-Amerikaanse Oorlog, "You provide the pictures, I'll provide the war", vergelijkbaar met een citaat van Hearst over deze oorlog. Rosebud zou, volgens Gore Vidal, zelfs de bijnaam zijn die Hearst gaf aan de clitoris van zijn minnares, Marion Davies. Een ander verhaal gaat dat Hearst niet zozeer teleurgesteld was in de manier waarop Orson Welles gestalte gaf aan zijn leven, maar meer in de manier waarop Davies was geportretteerd, in de vorm van talentloze zangeres Susan Alexander. Davies was een licht komische actrice, die door toedoen van Hearst in zware kostuumdrama's terechtkwam.
Hierom probeerde hij te voorkomen dat de film een succes werd. Eerst bood hij RKO-baas George Shaefer aan de kosten van het maken van de film te vergoeden als hij de negatieven mocht vernietigen, maar toen deze weigerde, zorgde hij voor een boycot van de film. Alle kranten en radiostations uit zijn mediaconglomeraat werd verboden om de film te noemen of advertenties te plaatsen. Mede door de boycot werd Citizen Kane geen succes in de bioscopen en beschouwd als een flop. Welles kreeg hierdoor later niet meer de creatieve vrijheid die hij genoot bij het maken van deze film.
Welles heeft echter altijd ontkend dat Kane enkel is gebaseerd op Hearst of een ander persoon, maar een verzameling is van verscheidene machtige personen uit de jaren dertig. Verscheidene elementen kunnen bijvoorbeeld worden toegeschreven aan het leven van de in Chicago gevestigde zakenmagnaat Samuel Insull en Robert McCormick, uitgever van de Chicago Tribune. Andere personen die een mogelijke inspiratie vormden voor Kane zijn vliegtuigmagnaat en filmproducent Howard Hughes en Jules Brulatour, medeoprichter van Universal Studios. Door zijn pogingen om de film tegen te werken is de film en het personage nu echter voor altijd verbonden met Hearst.
De meeste niet aan Hearst verbonden kranten vonden Citizen Kane echter een meesterwerk. De New York Film Critics Circle, een vereniging van New Yorkse filmcritici, noemde Citizen Kane de beste film van 1941. Ook de Academy beloonde de film, met negen Oscarnominaties, waaronder vier voor Welles. Citizen Kane kreeg uiteindelijk slechts één Oscar, voor best scenario, uitgereikt aan Welles en Mankiewicz. De prijs voor Beste Film, waarvoor Citizen Kane was genomineerd, ging naar How Green Was My Valley van John Ford. Alle keren dat de film werd genoemd bij het oplezen van de genomineerden, klonk er boegeroep uit de zaal, waarschijnlijk afkomstig van acteurs die Hearst vreesden.
Na 1942 raakte de film in de VS in de vergetelheid, tot hij in 1946, na de Tweede Wereldoorlog, in verscheidene Europese landen werd uitgebracht. Vooral de Franse critici, waaronder André Bazin, waren zeer onder de indruk van de film, en de film kreeg weer wereldwijde aandacht. Tegenwoordig wordt de film als een van de beste films aller tijden beschouwd. De film wordt in verscheidene filmlijstjes genoemd als de beste film aller tijden. Zo voert hij de lijst van de 100 beste Amerikaanse films ooit volgens AFI aan . De film werd sinds 1962 ieder decennium door de critici van het gerenommeerde filmblad Sight & Sound uitgeroepen tot de beste film aller tijden, totdat de film in 2012 daalde naar de tweede plaats in de lijst. Citizen Kane behoorde tevens in 1989 tot de eerste lichting films die werd opgenomen in het National Film Registry, samen met andere klassiekers als Casablanca en Gone With the Wind.

### Prijzen en nominaties
- Oscars 1942
  - Beste Film - Orson Welles (nominatie)
  - Beste Acteur - Orson Welles (nominatie)
  - Beste Regisseur - Orson Welles (nominatie)
  - Best Origineel Scenario - Herman J. Mankiewicz & Orson Welles (gewonnen)
  - Beste Cinematografie, Zwart-wit - Gregg Toland (nominatie)
  - Beste Montage - Robert Wise (nominatie)
  - Beste Artdirection, Zwart-wit - Perry Ferguson, Van Nest Polglase, A. Roland Fields & Darrell Silvera (nominatie)
  - Beste Filmscore, Drama - Bernard Herrmann (nominatie)
  - Best Geluid, Opnames - John Aalberg (nominatie)

## Trivia
- Tijdens een scène in de film, met een picknick in de Everglades, wordt op de achtergrond een jungle geprojecteerd. De geprojecteerde achtergrond is van de prehistorische monsterfilm The Son of Kong uit 1933, en de op de achtergrond vliegende vogels zijn eigenlijk pterosauriërs.
- In de jaren tachtig ging het gerucht rond dat Ted Turner van plan was een ingekleurde versie van Citizen Kane uit te brengen, wat tot hevige protesten leidde. In werkelijkheid had hij dit niet eens kunnen doen, aangezien de rechten voor de film nog in handen waren van Orson Welles. Turner zou het gerucht de wereld in hebben geholpen om de tegenstanders van ingekleurde zwart-witfilms te sarren, en had waarschijnlijk nooit het plan om de film in te kleuren.
- Acteur Alan Ladd is te zien als een van de verslaggevers aan het einde van de film (de verslaggever "met pijp", volgens de credits)
- Het scenario van Citizen Kane bracht in maart 2014 op een veiling in Londen bijna 10.000 Euro op.[1]